# Colegiata de San Giovanni Battista (Finale Ligure)
La colegiata de San Giovanni Battista, o Colegiata de San Juan Bautista de Liguria, es un lugar de culto católico ubicado en el distrito de Finale Marina, en via Giuseppe Garibaldi, en el municipio de Finale Ligure en la provincia de Savona. La iglesia es la sede de la comunidad parroquial del mismo nombre del vicariato de Finale Ligure- Noli de la diócesis de Savona-Noli.

## Historia
Considerada una de las iglesias barrocas de mayor belleza artística de la zona de Savona y Liguria, su construcción se inició en 1619 con una obra que afectó a la estructura durante cincuenta y cinco años. De hecho, la nueva colegiata de Finale Marina fue declarada terminada en 1674 con la solemne consagración en 1675.
Tradicional y erróneamente, la estructura se asoció inicialmente con la obra de Gian Lorenzo Bernini, pero estudios posteriores y en profundidad atribuyeron la paternidad arquitectónica de la iglesia a trabajadores locales que evidentemente siguieron el movimiento artístico del conocido arquitecto napolitano. 
En 1762  se completó una nueva revisión de la fachada barroca con modificaciones del arquitecto Nicola Barella de Finale Marina.
En abril de 1930, el Papa Pío XI elevó la colegiata a la dignidad de basílica menor.

## Descripción

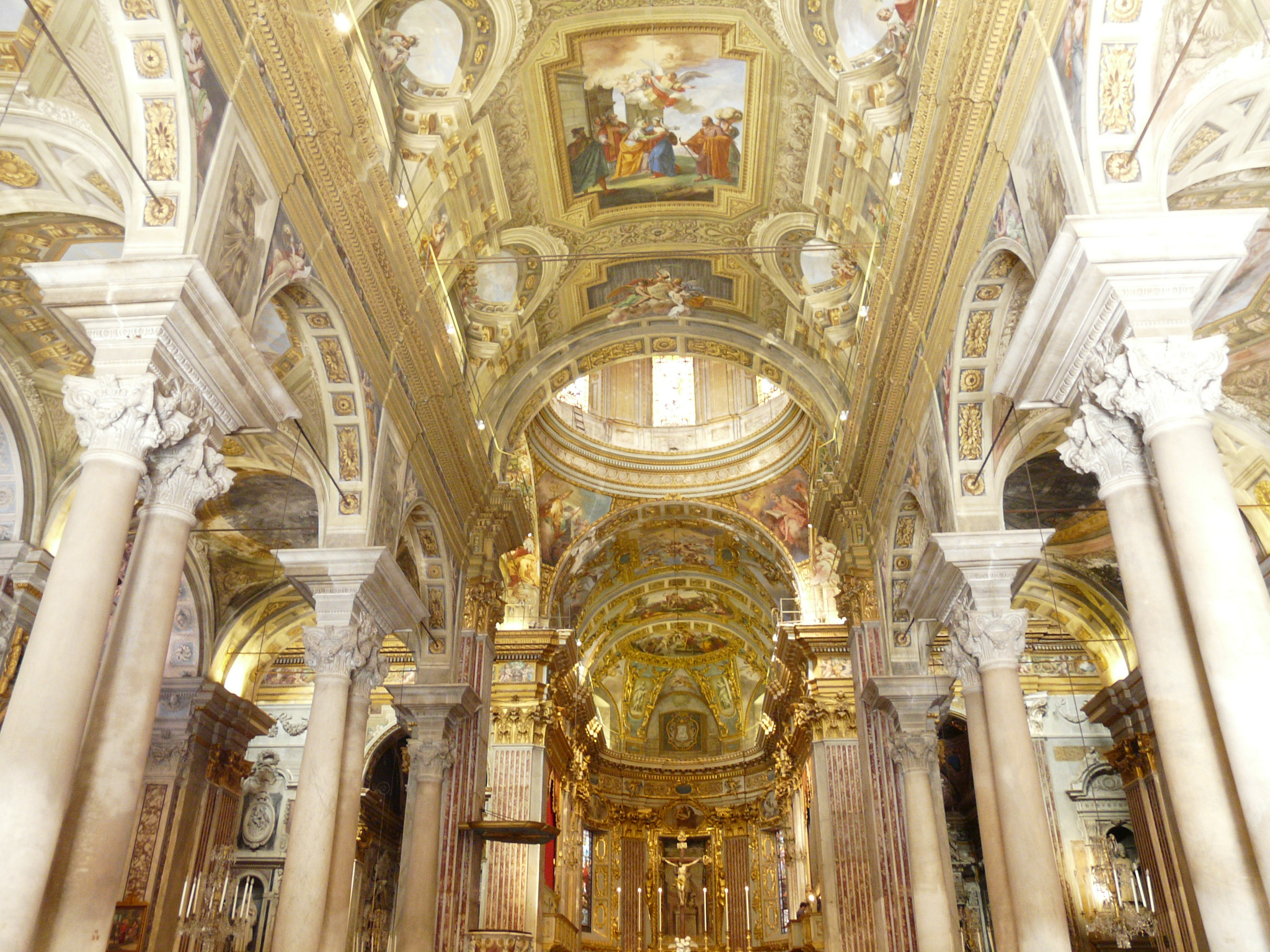
la nave central

### Externo
En la fachada hay estatuas de San Juan Bautista, Santos Pedro y Pablo, Esperanza y Fe creadas por el escultor Bartolomeo Bagutti. La cúpula de veinticuatro metros. fue construida en 1780 por Giuseppe Barella con la ayuda de los artistas genoveses Simone Cantoni y Emanuele Andrea Tagliafico.

### Interior
El interior de la colegiata, la más grande y extensa de las iglesias de la diócesis, está formado por tres naves divididas por dos hileras de columnas pareadas, imitando estas últimas modelos genoveses de principios del siglo XVII. En la contrafachada los tres grandes frescos de 1808 son obra del pintor Paolo Gerolamo Brusco que representan el bautismo de Jesús, San Juan Bautista predicando a orillas del Jordán, la Gloria del Precursor. El mismo autor pintó los frescos de la bóveda del presbiterio, las pinturas de la ventana central del ábside y los tres grandes cuadros situados sobre las puertas de entrada. Las decoraciones pictóricas de la nave central fueron realizadas en cambio por Giuseppe Passano, en 1830, con Escenas de la vida del Precursor entre huestes de ángeles. Las doce capillas de las naves fueron pintadas al fresco por Giacomo Picco. En la nave derecha, la cuarta capilla alberga el lienzo de mediados del siglo XVII del Martirio de San Andrés ; en las dos capillas del crucero las pinturas de la Virgen y los santos de Domenico Bocciardo y la Gloria de San Nicolás de Bari de Giovanni Battista Merano, el mismo autor de la bóveda del crucero con frescos en 1693. En la zona del presbiterio el altar mayor de mármol policromado data de 1767, de escuela escultórica genovesa, con el coro del siglo XVIII.

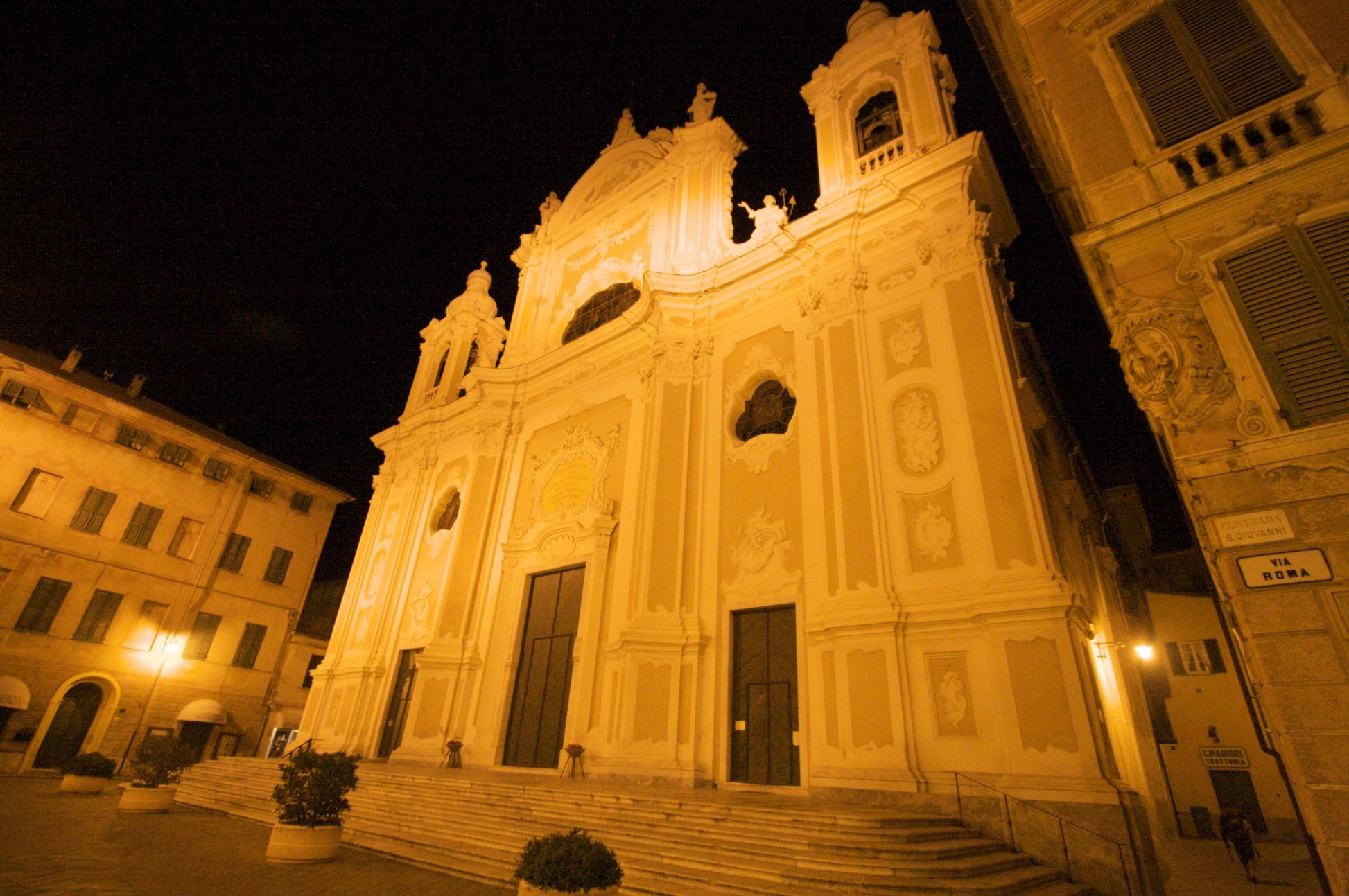
Vista nocturna de La Colegiata de San Juan Bautista

La cuarta capilla de la nave izquierda presenta esculturas de Antonio Brilla, Jesús entregando las llaves a Pedro y el crucifijo de Antón María Maragliano. El púlpito, obra de Pietro Ripa, data de la segunda mitad del siglo XVIII. En la sacristía, donde se conservan otras pinturas de los siglos XVII y XVIII, se conserva el lienzo recientemente restaurado de Sant'Erasmo y San Nicolao, que en la parte inferior muestra una vista de Finale Marina y la zona de Finalese en el siglo XVII.

### Órgano de tubos
En el coro alto, en la pared derecha del presbiterio, se encuentra el órgano de tubos, construido en 1904 por Cesare Bernasconi y su hijo Giovanni, y restaurado en 2002 por Graziano Interbartolo y Giuseppe Fontana.

El instrumento tiene transmisión neumática y tiene una consola de ventana con dos teclados de 61 notas cada uno y una pedalera recta de 27 notas. La caja, con cornisa sostenida por dos pilastras corintias, presenta una exposición compuesta por 25 tubos principales, rematados por una falsa cortina tallada en madera.

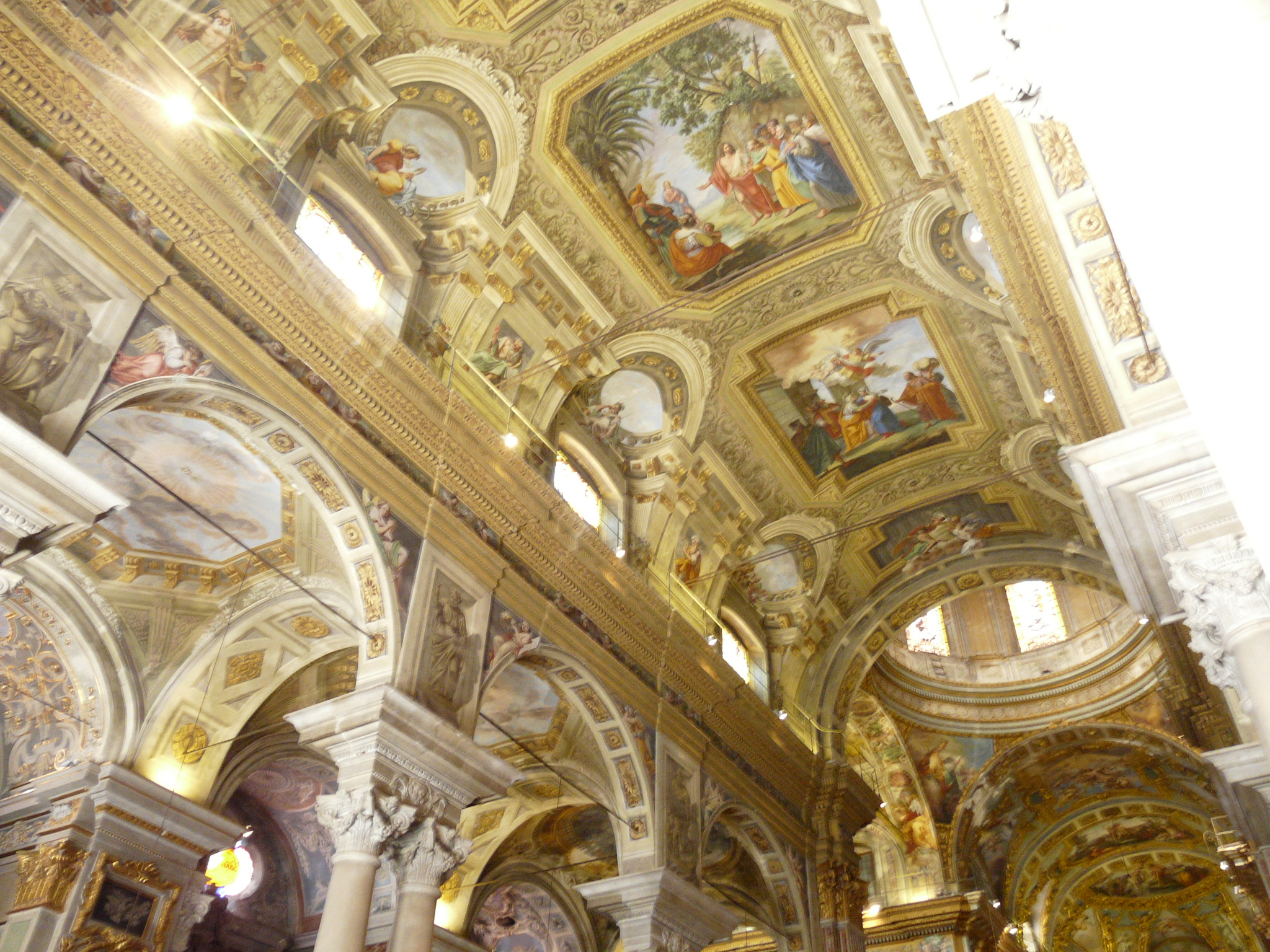
nave central
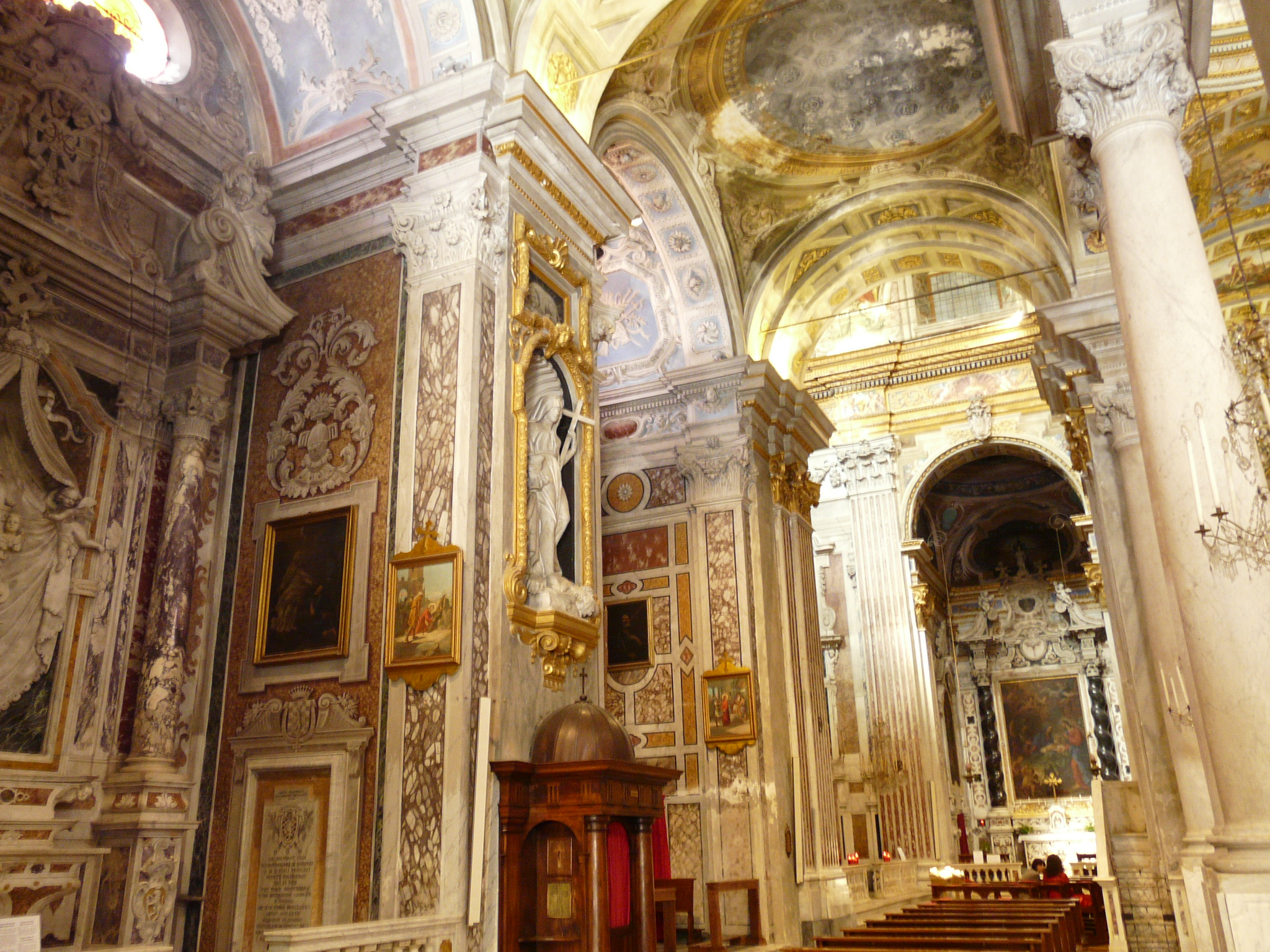
nave lateral izquierda
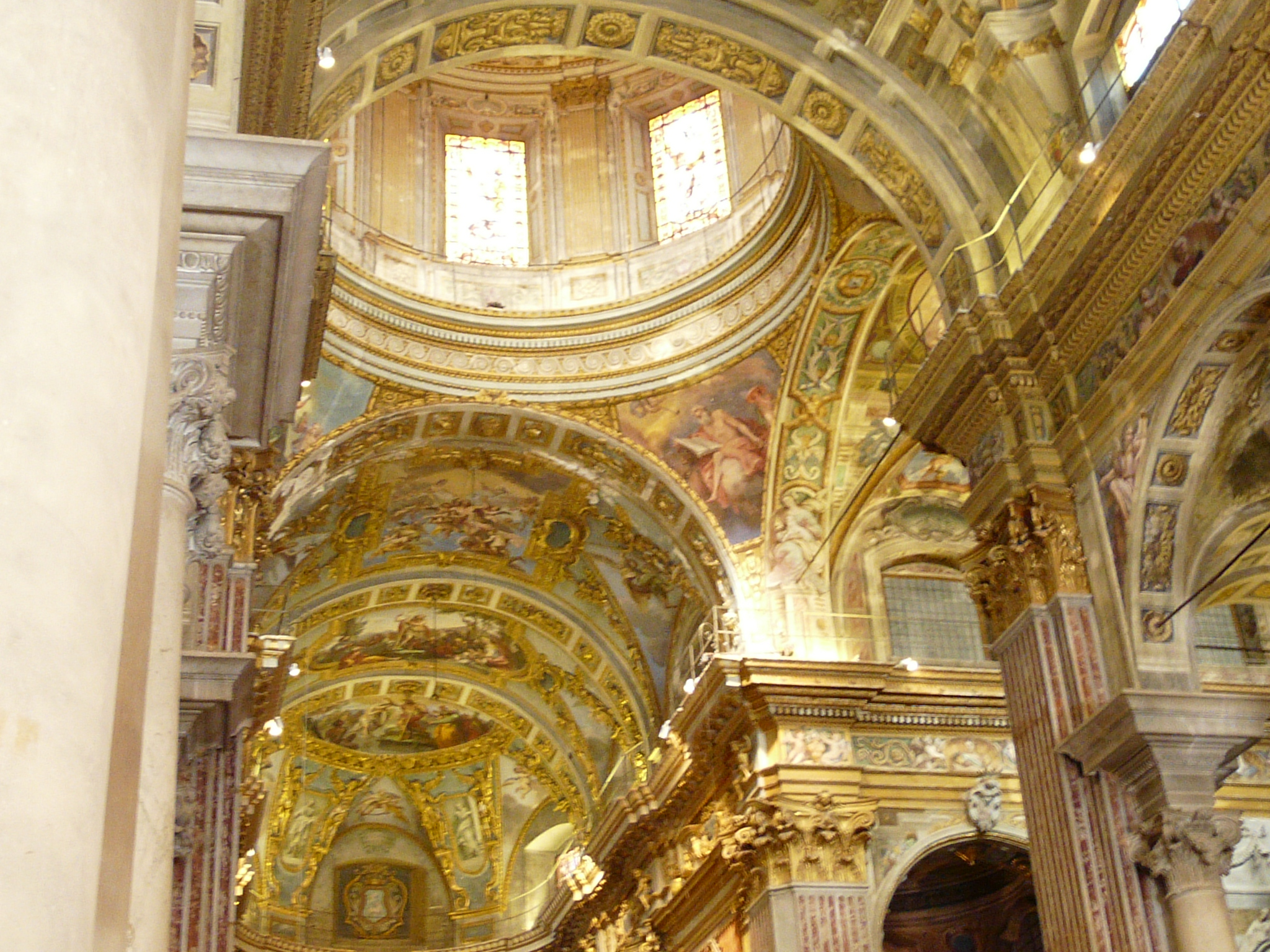
Cúpula y crucero